# Scutellosaurus
Scutellosaurus là một chi khủng long, được Colbert mô tả khoa học năm 1981.